# 해미향교
해미향교(海美鄕校)는 대한민국 충청남도 서산시 해미면에 있는 조선시대의 향교이다. 1997년 12월 23일 충청남도의 기념물 제117호로 지정되었다.

## 개요
향교는 공자와 여러 성현께 제사를 지내고 지방민의 교육과 교화를 위해 나라에서 세운 교육기관이다.
해미향교는 조선 태종 7년(1407)에 정해현(貞海縣)과 여미현(如美縣)이 해미현(海美縣)으로 합쳐지면서 세웠다. 그 뒤 조선 헌종 10년(1844)에 고쳐 지었고, 1924년에 보수를 하였다.
제사를 지내는 공간인 대성전 안쪽에는 공자를 비롯한 중국 유학자 9명과 한국 성현 18명 등 27명의 위패를 모시고 있다.

## 현지 안내문
향교는 조선시대 관립 교육기관으로 고을마다 세워졌다. 1407년 (태종 7년)에 창건되었으며 숙종 때와 1844년(헌종 10년), 1967년에 다시 고쳤으며, 1982녀에 명륜당을 다시 고쳤다. 건물로는 제향공간이 대성전(大成殿), 교육공간인 명륜당(明倫堂), 유생들의 기숙사인 동재(東祭), 서재(西齊), 내삼문(內三門) 등이 있다.
대성전에는 5성(五聖), 송조4현(宋朝四賢)과 우리나라 신라양현, 고려양현, 조선14현의 위패를 모셨고, 봄·가을로 제향을 드린다. 홍살문을 지나면 외삼문이 없이 곧바로 명륜당이 있고, 그 좌우로 동재. 서재가 있는데 동제는 정면 3칸, 측면 2배의 홑처마 맞배지붕으로 되어 있고, 서재는 정면 3칸 측면 2칸의 홑처마 맞배지붕으로 되어있다.

## 사진

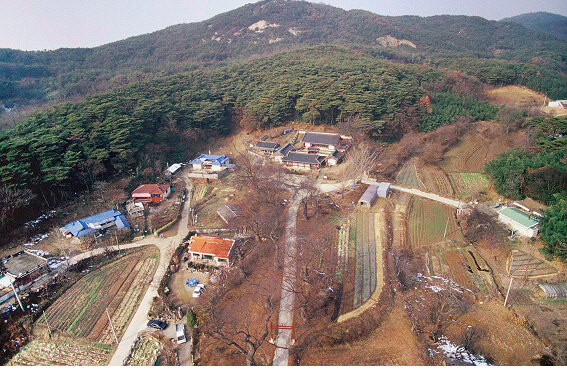
해미향교 전경

## 참고 자료
- 해미향교 - 국가유산청 국가유산포털